# Micropodisma svanetica
Micropodisma svanetica är en insektsart som beskrevs av Dovnar-zapolskij 1932. Micropodisma svanetica ingår i släktet Micropodisma och familjen gräshoppor. Inga underarter finns listade i Catalogue of Life.